# Grimpa-soques simitarra
El grimpa-soques simitarra (Drymornis bridgesii) és una espècie d'ocell sud-americana de la família Furnariidae. És l'únic membre del gènere Drymornis.

## Hàbitat i distribució
Pot trobar-se en els boscos secs tropicals o subtropicals de l'Argentina, Bolívia, Brasil, el Paraguai i l'Uruguai.